# Dick Ramström
Dick Owe Ramström, född 18 augusti 1932 i Matteus församling, Stockholm, död 23 oktober 2005 i Sundbybergs församling, Stockholms län, var professor i företagsekonomi vid Södertörns högskola. Han var med och lanserade småföretagsforskningen i Sverige under 1970-talet, då på Umeå universitet. Han invaldes 1970 i Ingenjörsvetenskapsakademien.
Dick var gift med Inger Ramström och de fick tre barn.